# Anita Ratschwelischwili
Anita Ratschwelischwili (georgisch ანიტა რაჭველიშვილი; internationale Schreibweise: Anita Rachvelishvili; * 28. Juni 1984 in Tiflis) ist eine georgische Opernsängerin im Fach Mezzosopran.

## Ausbildung und Karriere
Ratschwelischwili wurde zunächst als Pianistin ausgebildet und studierte dann Gesang am Tifliser Konservatorium. Noch während des Studiums debütierte sie am Tifliser Staatstheater als Maddalena in Rigoletto. An der Accademia Teatro alla Scala in Mailand setzte sie ihre Ausbildung fort und wurde 2009 vom damaligen Musikdirektor des Teatro alla Scala, Daniel Barenboim, für die Titelrolle der Neuinszenierung von Carmen ausgewählt. Diese Produktion mit dem Tenor Jonas Kaufmann als Don José wurde international im Fernsehen ausgestrahlt und brachte Ratschwelischwili internationale Aufmerksamkeit ein. Sie wurde für ihre starke Stimme und ihre eindrucksvolle Bühnenpräsenz gelobt und hat die Rolle der Carmen seitdem an führenden Opernhäusern wie der Royal Opera in London, der Canadian Opera, der Metropolitan Opera in New York interpretiert. Andere Rollen an großen Häusern waren Orfeo in Orfeo ed Euridice, Dalila in Samson et Dalila, Dulcinée in Don Quichotte und Končakovna in Fürst Igor.
2016 trat Ratschwelischwili als Amneris in einer Aufführung von Aida in der Pariser Oper auf. Sie ist in DVD-Veröffentlichungen von Orfeo ed Euridice und Fürst Igor zu sehen.